# Dagmar Sitte
Dagmar Sitte (* 1966 in Halle (Saale)) ist eine deutsche Schauspielerin.

## Leben
Dagmar Sitte absolvierte an der Hochschule für Musik „Hanns Eisler“ in Berlin eine Schauspielausbildung und studierte an der Berliner Hochschule der Künste. Danach spielte sie von Juni 1995 bis Juni 1998 am Grips-Theater Berlin in Linie 1 die Rolle des Mädchen. Außerdem spielte sie in zwei Tatort-Folgen mit.
Zuvor war sie 1994 bis 1995 als Rita Sahmel in der Seifenoper Gute Zeiten, schlechte Zeiten zu sehen.

## Filmografie
- 1988: Siebenstein (Fernsehserie)
- 1992, 1995: Wolffs Revier (Fernsehserie, zwei Folgen)
- 1993: Polizeiruf 110 – In Erinnerung an … (Fernsehreihe)
- 1995: Tatort – Bomben für Ehrlicher (Fernsehreihe)
- 1994–1995: Gute Zeiten, schlechte Zeiten[1]
- 1996: Wolkenstein (Fernsehserie, eine Folge)
- 1998: A Touch of Heaven (Kurzfilm)
- 1999: Nachtgestalten
- 1999: Der letzte Zeuge (Fernsehserie, eine Folge)
- 1999: Großstadtrevier (Fernsehserie, eine Folge)
- 1999–2008: In aller Freundschaft (Fernsehserie, drei Folgen)
- 2001: Achterbahn (Fernsehserie, eine Folge)
- 2001: Paris-Teltow (Fernsehkurzfilm)
- 2001: OP ruft Dr. Bruckner (Fernsehserie, eine Folge)
- 2002: Dr. Sommerfeld – Neues vom Bülowbogen (Fernsehserie, eine Folge)
- 2003: Alphateam – Die Lebensretter im OP (Folge 8x06)
- 2004: Polizeiruf 110 – Das Zeichen (Fernsehreihe)
- 2004: Edel & Starck (Fernsehserie, eine Folge)
- 2004: Farland
- 2004: SOKO Wismar (Fernsehserie, eine Folge)
- 2009: Tatort – Falsches Leben (Fernsehreihe)

## Hörspiele (Auswahl)
- 1995: Françoise Gerbaulet: Das vergessene Pferd (Sis) – Regie: Marguerite Gateau (Original-Hörspiel – SFB/HR)
- 1998: Peter Steinbach: Warum ist es am Rhein so schön… Eine Berliner Geschichte (2 Teile) (Cordula) – Regie: Hans Gerd Krogmann (Hörspiel – WDR/DLR)
- 1998: Diane Samuels: Überlebensbilder: Kindertransport (Eva als Teenager) – Regie: Ulrike Brinkmann (Hörspielbearbeitung – NDR)
- 2004: Andreas Knaup: Wash and Kill (Anna) – Regie: Klaus-Michael Klingsporn (Kriminalhörspiel – DLR)